# Tour de France 2025/1. Etappe
Die 1. Etappe der Tour de France 2025 fand am 5. Juli 2025 statt und bildete den Auftakt der 112. Austragung des französischen Etappenrennens. Als Start- und Zielort des Grand Départ diente Lille im Departement Nord, wobei 184,9 großteils flache Kilometer absolviert wurden. Nach der Zielankunft hatten die Fahrer 5,54 % der Gesamtdistanz absolviert.
Die Etappe endete in einem Massensprint aus einer größeren Gruppe, in dem sich Jasper Philipsen (Alpecin-Deceuninck) vor Biniam Girmay (Intermarché-Wanty) und Søren Wærenskjold (Uno-X Mobility) durchsetzte. Jasper Philipsen war somit zugleich der erste Träger des Gelben Trikots.

## Streckenführung
Der neutralisierte Start erfolgte an der Zitadelle Lille, ehe es auf dem Boulevard de la Liberté vorbei am Palais des Beaux-Arts zum Porte de Paris ging. Das Rennen wurde auf der M147 in der Gemeinde Loos freigegeben.
Nach dem offiziellen Start führten die ersten Kilometer flach über Seclin, Carvin, Courrières und Harnes nach Lens. Kurz nach Liévin erreichten die Fahrer mit Souchez den südlichsten Punkt der Strecke und es folgte mit der Côte de Notre-Dame-de-Lorette (165 m) die erste Bergwertung der 112. Austragung. Diese wurde aus südlicher Richtung über die Rue de la Blanche Voie erreicht und gilt als Anstieg der 4. Kategorie. Nachdem die Kuppe bei Kilometer 41,2 passiert wurde, ging es über Sains-en-Gohelle und Nœux-les-Mines nach Béthune, wobei die Fahrtrichtung nun gen Norden führte. Im Anschluss ging es über Merville nach La Motte-au-Bois, wo nach 87,5 Kilometern der einzige Zwischensprint erfolgte. Danach ging es über Hazebrouck weiter Richtung Norden, ehe Cassel erreicht wurde. Hier wurde mit dem Mont Cassel (144 m) eine weitere Bergwertung der 4. Kategorie abgenommen, die über die gepflasterte D933 erreicht wurde. Nach 106 Kilometern erreichten die Fahrer die Kuppe des Anstiegs, bevor die Fahrtrichtung gen Osten drehte und nach Steenvoorde führte. Kurz darauf ging es auf den nicht-kategorisierten Mont des Cats, ehe die letzte Bergwertung des Tages 45,2 Kilometer vor dem Ziel auf dem Mont Noir (152 m) abgenommen wurde. Die Auffahrt erfolgte dabei über die D318 und gilt mit einer Durchschnittsteigung von 6,4 % auf einer Länge von 1300 Metern als Bergwertung der 4. Kategorie. Kurz vor der belgischen Grenze bogen die Fahrer rechts ab und es folgten die letzten Kilometer, die flach über Bailleul, Armentières, Houplines, Verlinghem und Pérenchies ins Umland von Lille führten.
Die Einfahrt nach Lille erfolgte über Lomme auf der M7B, ehe es über die M751 zur Zitadelle von Lille ging. Rund 2500 Meter vor dem Ziel bogen die Fahrer rechts auf die M750 ab, bevor es nach einer Linkskurve auf die Rue de Turenne ging. Am Place Cormontaigne erfolgte rund 1300 Meter vor dem Ziel die letzte Linkskurve. Die Ziellinie befand sich am Ende des Boulevard Vauban neben dem Jardin Vauban.
|                            | Ort                           | Kilometer | Länge (km) | Höhe (m) | Ø Steigung | max. Steigung |
| -------------------------- | ----------------------------- | --------- | ---------- | -------- | ---------- | ------------- |
| neutralisierter Start      | Lille (Zitadelle Lille)       |           |            |          |            |               |
| offizieller Start          | Loos (M147)                   | 0         |            |          |            |               |
| Bergwertung (4. Kategorie) | Côte de Notre-Dame-de-Lorette | 41,2      | 1          | 165      | 7,6 %      | unbekannt     |
| Zwischensprint             | La Motte-au-Bois              | 87,5      |            |          |            |               |
| Bergwertung (4. Kategorie) | Mont Cassel                   | 106       | 1,9        | 144      | 3,5 %      | unbekannt     |
| Bergwertung (4. Kategorie) | Mont Noir                     | 139,7     | 1,3        | 143      | 6,4 %      | unbekannt     |
| Ziel                       | Lille (Boulevard Vauban)      | 184,9     |            |          |            |               |

## Rennverlauf und Ergebnis
Unmittelbar nachdem das Rennen freigegeben worden war, setzten sich mit Bruno Armirail (Decathlon AG2R la Mondiale), Benjamin Thomas (Cofidis), Jonas Rutsch (Intermarché-Wanty), Mathis Le Berre (Arkéa-B&B Hotels) und Mattéo Vercher (TotalEnergies) fünf Fahrer vom Hauptfeld ab. Dahinter übernahmen die Mannschaften Lidl-Trek und Alpecin-Deceuninck die Nachführarbeit, wobei sie den maximalen Vorsprung der Ausreißer auf etwas mehr als zwei Minuten ansteigen ließen.
Die erste Bergwertung auf der Côte de Notre-Dame-de-Lorette (165 m) sicherte sich der Franzose Benjamin Thomas, ehe die Ausreißer noch vor dem Zwischensprint bereits nach rund 90 Kilometern eingeholt wurden. Beim Zwischensprint setzte sich Jonathan Milan (Lidl-Trek) vor Bryan Coquard (Cofidis), Biniam Girmay (Intermarché-Wanty) und Jasper Philipsen (Alpecin-Deceuninck) durch, während die weiteren Punkte an Anthony Turgis (TotalEnergies), Jordi Meeus (Red Bull-Bora-hansgrohe), Paul Penhoët (Groupama-FDJ), Tobias Lund Andresen (Picnic PostNL) und Simone Consonni (Lidl-Trek) gingen. Tim Merlier (Soudal Quick-Step) und Dylan Groenewegen (Jayco AlUla) zeigten hingegen kein Interesse an der Punktewertung. Nach dem Zwischensprint trat Benjamin Thomas erneut an und setzte sich gemeinsam mit Mattéo Vercher zum zweiten Mal vom Hauptfeld ab. Auf dem Mont Cassel (144 m) sicherte sich Benjamin Thomas auch die zweite Bergwertung des Tages, wobei er im Sprint auf der Kuppe mit Mattéo Vercher kollidierte und beide Fahrer zu Sturz kamen. Das Duo konnte das Rennen zwar fortsetzen, wurde jedoch wenig später vom Hauptfeld gestellt. Die letzte verbliebene Bergwertung auf dem Mont Noir (143 m) ging an Jonas Vingegaard (Visma-Lease a Bike).
Im Finale wurde das Rennen zunehmend hektischer, wobei auch der Wind eine entscheidende Rolle spielte. So teilte sich das Feld rund 17 Kilometer vor dem Ziel in zwei größere Gruppen. Während sich mit Tadej Pogačar (UAE Team Emirates-XRG) und Jonas Vingegaard die beiden Top-Favoriten auf den Gesamtsieg schadlos hielten, verpassten andere Fahrer wie Remco Evenepoel (Soudal Quick-Step), Primož Roglič, Florian Lipowitz (beide Red Bull-Bora-hansgrohe), João Almeida (UAE Team Emirates-XRG), Geraint Thomas, Carlos Rodríguez (beide Ineos Grenadiers) Mattias Skjelmose Jensen (Lidl-Trek), Felix Gall (Decathlon AG2R La Mondiale), Santiago Buitrago (Bahrain Victorious), Oscar Onley (Picnic PostNL), Emanuel Buchmann (Cofidis) und Guillaume Martin (Groupama-FDJ) den Sprung in die erste Gruppe. Von den Top-Sprintern war nur Jasper Philipsen (Alpecin-Deceuninck) in der Spitzengruppe vertreten, wobei der Belgier neben Mathieu van der Poel auch noch zahlreiche weitere Teamkollegen um sich versammelt hatte. Schlussendlich gewann Jasper Philipsen die Etappe vor Biniam Girmay und Søren Wærenskjold (Uno-X Mobility) und schlüpfte somit als erster Fahrer ins Gelbe Trikot. Die Gruppe um Remco Evenepoel und Primož Roglič büßte letztlich 39 Sekunden ein.

Aufgrund der Zeitbonifikationen lag Jasper Philipsen nun vier Sekunden vor Biniam Girmay und sechs Sekunden vor Søren Wærenskjold, während die nachfolgenden 30 Fahrer einen Rückstand von zehn Sekunden aufwiesen. Biniam Girmay führte die Nachwuchswertung an, während Benjamin Thomas als erster Fahrer das gepunktete Trikot des besten Bergfahrers trug. Jasper Philipsen lag zudem auch an der Spitze der Punktewertung, während das Tudor Pro Cycling Team die Mannschaftswertung anführte, in die die Zeitbonifikationen nicht einflossen. Mattéo Vercher wurde zum kämpferischsten Fahrer gewählt. Aufgrund von Stürzen mussten Filippo Ganna (Ineos Grenadiers) und Stefan Bissegger (EF Education-EasyPost) die Rundfahrt bereits am ersten Tag verlassen, womit noch 182 Fahrer im Rennen verblieben.
| \| Etappenergebnis \| Etappenergebnis \| Etappenergebnis \| Etappenergebnis \| Etappenergebnis \| \| Fahrer \| Fahrer \| Land \| Team \| Zeit \| \| --------------- \| ----------------- \| ---------------------- \| -------------------------- \| --------------- \| \| 1. \| Jasper Philipsen \| Belgien \| Alpecin-Deceuninck \| 3 h 53 min 11 s \| \| 2. \| Biniam Girmay \| Eritrea \| Intermarché-Wanty \| + 0 s \| \| 3. \| Søren Wærenskjold \| Norwegen \| Uno-X Mobility \| + 0 s \| \| 4. \| Anthony Turgis \| Frankreich \| Team TotalEnergies \| + 0 s \| \| 5. \| Matteo Trentin \| Italien \| Tudor Pro Cycling Team \| + 0 s \| \| 6. \| Clément Russo \| Frankreich \| Groupama-FDJ \| + 0 s \| \| 7. \| Paul Penhoët \| Frankreich \| Groupama-FDJ \| + 0 s \| \| 8. \| Matteo Jorgenson \| Vereinigte Staaten \| Team Visma \\| Lease a Bike \| + 0 s \| \| 9. \| Marius Mayrhofer \| Deutschland \| Tudor Pro Cycling Team \| + 0 s \| \| 10. \| Samuel Watson \| Vereinigtes Königreich \| Ineos Grenadiers \| + 0 s \| |                   |                        |                            |                 |
| |                   |                        |                            |                 |
| Quellen: ProCyclingStats Cycling Quotient |                   |                        |                            |                 |
| Etappenergebnis |                   |                        |                            |                 |
| Fahrer | Fahrer            | Land                   | Team                       | Zeit            |
| 1. | Jasper Philipsen  | Belgien                | Alpecin-Deceuninck         | 3 h 53 min 11 s |
| 2. | Biniam Girmay     | Eritrea                | Intermarché-Wanty          | + 0 s           |
| 3. | Søren Wærenskjold | Norwegen               | Uno-X Mobility             | + 0 s           |
| 4. | Anthony Turgis    | Frankreich             | Team TotalEnergies         | + 0 s           |
| 5. | Matteo Trentin    | Italien                | Tudor Pro Cycling Team     | + 0 s           |
| 6. | Clément Russo     | Frankreich             | Groupama-FDJ               | + 0 s           |
| 7. | Paul Penhoët      | Frankreich             | Groupama-FDJ               | + 0 s           |
| 8. | Matteo Jorgenson  | Vereinigte Staaten     | Team Visma \| Lease a Bike | + 0 s           |
| 9. | Marius Mayrhofer  | Deutschland            | Tudor Pro Cycling Team     | + 0 s           |
| 10. | Samuel Watson     | Vereinigtes Königreich | Ineos Grenadiers           | + 0 s           |

## Gesamtstände
| \| Gesamtwertung \| Gesamtwertung \| Gesamtwertung \| Gesamtwertung \| Gesamtwertung \| \| Fahrer \| Fahrer \| Land \| Team \| Zeit \| \| ------------- \| ----------------- \| ---------------------- \| -------------------------- \| --------------- \| \| 1. \| Jasper Philipsen \| Belgien \| Alpecin-Deceuninck \| 3 h 53 min 01 s \| \| 2. \| Biniam Girmay \| Eritrea \| Intermarché-Wanty \| + 4 s \| \| 3. \| Søren Wærenskjold \| Norwegen \| Uno-X Mobility \| + 6 s \| \| 4. \| Anthony Turgis \| Frankreich \| Team TotalEnergies \| + 10 s \| \| 5. \| Matteo Trentin \| Italien \| Tudor Pro Cycling Team \| + 10 s \| \| 6. \| Clément Russo \| Frankreich \| Groupama-FDJ \| + 10 s \| \| 7. \| Paul Penhoët \| Frankreich \| Groupama-FDJ \| + 10 s \| \| 8. \| Matteo Jorgenson \| Vereinigte Staaten \| Team Visma \\| Lease a Bike \| + 10 s \| \| 9. \| Marius Mayrhofer \| Deutschland \| Tudor Pro Cycling Team \| + 10 s \| \| 10. \| Samuel Watson \| Vereinigtes Königreich \| Ineos Grenadiers \| + 10 s \| |                   |                        |                            |                 |
| |                   |                        |                            |                 |
| Quellen: ProCyclingStats Cycling Quotient |                   |                        |                            |                 |
| Gesamtwertung |                   |                        |                            |                 |
| Fahrer | Fahrer            | Land                   | Team                       | Zeit            |
| 1. | Jasper Philipsen  | Belgien                | Alpecin-Deceuninck         | 3 h 53 min 01 s |
| 2. | Biniam Girmay     | Eritrea                | Intermarché-Wanty          | + 4 s           |
| 3. | Søren Wærenskjold | Norwegen               | Uno-X Mobility             | + 6 s           |
| 4. | Anthony Turgis    | Frankreich             | Team TotalEnergies         | + 10 s          |
| 5. | Matteo Trentin    | Italien                | Tudor Pro Cycling Team     | + 10 s          |
| 6. | Clément Russo     | Frankreich             | Groupama-FDJ               | + 10 s          |
| 7. | Paul Penhoët      | Frankreich             | Groupama-FDJ               | + 10 s          |
| 8. | Matteo Jorgenson  | Vereinigte Staaten     | Team Visma \| Lease a Bike | + 10 s          |
| 9. | Marius Mayrhofer  | Deutschland            | Tudor Pro Cycling Team     | + 10 s          |
| 10. | Samuel Watson     | Vereinigtes Königreich | Ineos Grenadiers           | + 10 s          |

| Punktewertung | Punktewertung     | Punktewertung      | Punktewertung              | Punktewertung |
| Fahrer        | Fahrer            | Land               | Team                       | Punkte        |
| ------------- | ----------------- | ------------------ | -------------------------- | ------------- |
| 1.            | Jasper Philipsen  | Belgien            | Alpecin-Deceuninck         | 63 P.         |
| 2.            | Biniam Girmay     | Eritrea            | Intermarché-Wanty          | 45 P.         |
| 3.            | Anthony Turgis    | Frankreich         | Team TotalEnergies         | 29 P.         |
| 4.            | Paul Penhoët      | Frankreich         | Groupama-FDJ               | 21 P.         |
| 5.            | Jonathan Milan    | Italien            | Lidl-Trek                  | 20 P.         |
| 6.            | Søren Wærenskjold | Norwegen           | Uno-X Mobility             | 20 P.         |
| 7.            | Bryan Coquard     | Frankreich         | Cofidis                    | 17 P.         |
| 8.            | Matteo Trentin    | Italien            | Tudor Pro Cycling Team     | 16 P.         |
| 9.            | Clément Russo     | Frankreich         | Groupama-FDJ               | 14 P.         |
| 10.           | Matteo Jorgenson  | Vereinigte Staaten | Team Visma \| Lease a Bike | 10 P.         |

| Bergwertung | Bergwertung      | Bergwertung | Bergwertung                | Bergwertung |
| Fahrer      | Fahrer           | Land        | Team                       | Punkte      |
| ----------- | ---------------- | ----------- | -------------------------- | ----------- |
| 1.          | Benjamin Thomas  | Frankreich  | Cofidis                    | 2 P.        |
| 2.          | Jonas Vingegaard | Dänemark    | Team Visma \| Lease a Bike | 1 P.        |

| Nachwuchswertung | Nachwuchswertung         | Nachwuchswertung       | Nachwuchswertung       | Nachwuchswertung |
| Fahrer           | Fahrer                   | Land                   | Team                   | Zeit             |
| ---------------- | ------------------------ | ---------------------- | ---------------------- | ---------------- |
| 1.               | Biniam Girmay            | Eritrea                | Intermarché-Wanty      | 3 h 53 min 05 s  |
| 2.               | Søren Wærenskjold        | Norwegen               | Uno-X Mobility         | + 2 s            |
| 3.               | Paul Penhoët             | Frankreich             | Groupama-FDJ           | + 6 s            |
| 4.               | Marius Mayrhofer         | Deutschland            | Tudor Pro Cycling Team | + 6 s            |
| 5.               | Samuel Watson            | Vereinigtes Königreich | Ineos Grenadiers       | + 6 s            |
| 6.               | Kévin Vauquelin          | Frankreich             | Arkéa-B&B Hotels       | + 6 s            |
| 7.               | Joseph Blackmore         | Vereinigtes Königreich | Israel-Premier Tech    | + 6 s            |
| 8.               | Stian Edvardsen-Fredheim | Norwegen               | Uno-X Mobility         | + 6 s            |
| 9.               | Jonathan Milan           | Italien                | Lidl-Trek              | + 45 s           |
| 10.              | Arnaud De Lie            | Belgien                | Lotto                  | + 45 s           |

| Mannschaftswertung | Mannschaftswertung         | Mannschaftswertung           | Mannschaftswertung |
| Team               | Team                       | Land                         | Zeit               |
| ------------------ | -------------------------- | ---------------------------- | ------------------ |
| 1.                 | Tudor Pro Cycling Team     | Schweiz                      | 11 h 39 min 33 s   |
| 2.                 | Groupama-FDJ               | Frankreich                   | + 0 s              |
| 3.                 | Alpecin-Deceuninck         | Belgien                      | + 0 s              |
| 4.                 | Team Visma \| Lease a Bike | Niederlande                  | + 0 s              |
| 5.                 | Israel-Premier Tech        | Israel                       | + 0 s              |
| 6.                 | Uno-X Mobility             | Norwegen                     | + 0 s              |
| 7.                 | EF Education-EasyPost      | Vereinigte Staaten           | + 0 s              |
| 8.                 | UAE Team Emirates XRG      | Vereinigte Arabische Emirate | + 39 s             |
| 9.                 | Movistar Team              | Spanien                      | + 39 s             |
| 10.                | Team Jayco AlUla           | Australien                   | + 39 s             |

## Ausgeschiedene Fahrer
- Filippo Ganna (Ineos Grenadiers): wegen einer Kopfverletzung, die er sich bei einem Sturz zuzog, während der Etappe aufgegeben[4][5]
- Stefan Bissegger (Decathlon AG2R La Mondiale Team): wegen einer Kopfverletzung, die er sich bei einem Sturz zuzog, während der Etappe aufgegeben[4][5]